# Lijst van gouverneurs van Sint Eustatius, Saba en Sint Maarten
Dit is een lijst van commandeurs, gouverneurs en gezaghebbers Sint Eustatius, Saba en Sint Maarten van 1639 tot 1845. Sinds 1845 waren de gezaghebbers van Aruba, Bonaire, Saba, St. Eustatius en St. Maarten ondergeschikt aan de gouverneur van Curaçao en Onderhorigheden.
- Pieter Gardijn (1639?-1641)
- Abraham Adriaensz. (1641-1644)
- Pieter van de Woestijne (1644-?)
- Abraham Adriaensz. (1647?)
- Pieter Adriaensz. (1665)
- Thomas Morgan (Eng.) (1665-1666)
- Rose (Fr.) (1666-?)
- Pieter Adriaensz? (1668-1671)
- Lucas Jacobsen (1671-1672)
- John Pogson (Eng.) (1672-?)
- Peter Batterie (Eng.) (1674?-?)
- Louis Houctooper (1682-1686)
- Lucas Schorer (1686-1689)
- Comte de Blennac? (Fr.) (1689-1690)
- Thimotheus Thornhill (Eng.) (1690-1693)
- Johannis Salomonsz. (1693-1700)
- Jan Symonson Donker (a.i.) (1700-1701)
- Isaac Lamont (1701-1704)
- Jan Symonson Donker (a.i.) (1704-1709)
- Isaac Lamont (1709-1712)
- Jan Symonson Donker (1712-1717)
- Gerard de Mepsche (1717)
- Jan Heyliger (a.i.) (1717-1719)
- Jacob Stalpert (1719-1720)
- Jan Heyliger (a.i.) (1720-1721)
- Jacobus Stevensen (1721-1722)
- J. Linderay (a.i.) (1722-1725)
- J. Linderay (1725-1728)
- Everardt Raecx (1728-1733)
- Jan Heyliger (a.i.) (1733-1734)
- Jan Heyliger (1734-1736)
- Pieter Markoe (a.i.) (1736-1737)
- Isaac Faesch (1737-1740)
- Hendrik Coesvelt (1740-1741)
- Jasper Ellis (a.i.) (1741-1743)
- Johannes Heyliger Pz. (1743-1752)
- Jan de Windt (a.i.) (1752-1754)
- Jan de Windt (1754-1775)
- Abraham Heyliger (a.i.) (1775-1776)
- Johannes de Graaff (1776-1781)
- David Ogilvy (Eng.) (1781)
- James Cockburn (Eng.) (1781)
- Charles Chabert (Fr.) (1781-1784)
- Olivier Oyen (a.i.) (1784-1785)
- Abraham Heyliger (1785)
- Johannes Runnels (a.i.) (1785-1789)
- Pieter Anthony Godin (1789-1792)
- Johannes Runnels (a.i.) (1792-1795)
- Daniel Roda (a.i.) (1795-1801)
- Richard Blunt (Eng.) (1801-1802)
- John Wardlau (Eng.) (1802)
- Daniel Roda (a.i.) (1802)
- Albert van Heyningen (1802-1809)
- William Charles Mussenden (a.i.) (1809-1810)
- Charles(?) Barrow (Eng.) (1810-1816)
- Reinier 't Hoen (a.i.) (1816-1817)
- Abraham de Veer (1817-1822)
- Diederik Johannes van Romondt (a.i.) (1822-1823)
- Wilhelm August Spengler (1825-1828)
- Willem Johan Leendert van Raders (1828-1834) Commandeur van St. Eustatius en Saba
- Willem Johan Leendert van Raders (1834-1836) Commandeur van St. Eustatius en Saba
- Theophilus George Groebe (a.i.) (1836-1837) Gezaghebber van St. Eustatius en Saba
- Johannes de Veer (1837-1854) Gezaghebber van St. Eustatius en Saba